# Dong Fang Hong I
Dong Fang Hong I (chinesisch 東方紅一號 / 东方红一号, Pinyin Dōngfāng Hóng Yīhào), auch bekannt als „China 1“, war der erste chinesische Erdsatellit. Er wurde am 24. April 1970 um 13:35 Uhr UTC mit einer Trägerrakete des Typs Langer Marsch 1 gestartet und war Teil des Dong-Fang-Hong-Satellitenprogramms, damals nach dem Beginn im Januar 1965 noch „Projekt 651“ genannt.

## Technik
Mit seinen 173 Kilogramm war Dong Fang Hong I im Vergleich zu den ersten Satelliten anderer Raumfahrtnationen relativ schwer. Zum Vergleich: Sputnik 1 wog 83,6 kg, Explorer 1 wog 8,3 kg, Astérix 42 kg und Ōsumi 12 kg. Nach den ersten Vorbesprechungen hatte die Chinesische Akademie der Wissenschaften am 6. September 1965 den Konstrukteuren beim 8. Ingenieurbüro des Siebten Ministeriums für Maschinenbauindustrie zunächst angegeben, dass ein Satellit von 100 kg in den Orbit befördert werden müsste. Auf einer Besprechung am 25. Oktober 1965 schlug jedoch Qian Ji (钱骥, 1917–1983), der das Satellitenprojekt zusammen mit Zhao Jiuzhang von Seiten der Akademie betreute, vor, dass man, um die Funktionsdauer des Satelliten zu verlängern, die Zahl der Nickel-Cadmium-Batterien an Bord erhöhen sollte, was natürlich ein höheres Gesamtgewicht ergab – zunächst 120 kg, dann die 173 kg.
Die Bahnhöhe betrug 439 × 2384 Kilometer, die Bahnneigung 68,5°. Bei der Bahnneigung hatte die Akademie am 6. September 1965 ursprünglich 42° vorgegeben, da man so beim Start zum Teil die Erdrotation für die Beschleunigung der Rakete nutzen konnte. Bereits im Januar 1965 hatte jedoch Qian Xuesen, stellvertretender Leiter des Siebten Ministeriums, den „Drei-Satelliten-Plan“ (三星规划, Pinyin Sān Xīng Guīhuà) konzipiert:
1. Test- und Propagandasatellit
2. Zur Erde zurückkehrender Satellit
3. Kommunikationssatellit in geostationärer Umlaufbahn[6][7]

In die später „Bahnbrecher“ genannten Rückkehrsatelliten sollte eine Kamera für Fernerkundungszwecke eingebaut werden. Um zum Beispiel militärische Einrichtungen der USA rund um den Globus auch in höheren Breitengraden fotografieren zu können – das Land war 1964 in den Vietnamkrieg eingetreten – war eine steilere Bahnneigung nötig. Wang Xiji, der Chefingenieur des 8. Ingenieurbüros, schlug auf einer Sitzung am 1. April 1966 vor, den ursprünglichen Plan mit 42° aufzugeben, weil man so zum Beispiel die in Planung begriffenen Bodenstationen für Bahnverfolgung und Steuerung (die Keimzelle des heutigen Tiefraumnetzwerks der Volksbefreiungsarmee) auch für die Rückkehrsatelliten nutzen könnte. Auf einer Tagung vom 18. bis 28. April 1966 beschloss schließlich das Forschungsinstitut für Mechanik der Chinesischen Akademie der Wissenschaften, eine Bahnneigung von 60–70° zu wählen. Der zusätzliche Vorteil hierbei war, dass der Satellit auf dieser Bahn alle großen Städte der Erde überflog und somit von allen Menschen gesehen und auf der Kurzwellen-Frequenz 20,009 MHz per Radio gehört werden konnte.

## Politische Aspekte
Der Satellit hatte einen Sender, der permanent die Hymne auf Mao Zedong „Der Osten ist rot“ ausstrahlte. Wegen der starken Exzentrizität der Bahn mussten die Ingenieure am damaligen Institut für Weltraumsteuerungstechnik die Geschwindigkeit des von ihnen konstruierten Abspielgeräts variabel gestalten, damit der Doppler-Effekt nicht die Musikqualität beeinträchtigte.
Der Satellit spielte das Lied 28 Tage lang, dann waren die Batterien erschöpft. Durch seine glänzende Oberfläche konnte Dong Fang Hong I jedoch weiterhin zu bestimmten Zeiten mit bloßem Auge gesehen werden.
Durch diesen erfolgreichen Satellitenstart wurde die Volksrepublik China der fünfte Staat, der einen eigenen Satelliten mit einer eigenen Rakete in die Umlaufbahn bringen konnte. Propagandistisch erlitt Peking jedoch einen empfindlichen Rückschlag durch den vorhergehenden Erfolg, den Japan am 11. Februar 1970 mit dem Mikrosatelliten Ōsumi verbuchen konnte.